# 오메가 (기업)
오메가 유한회사(영어: Omega SA)는 스위스의 스와치 그룹에 속하는 손목시계 제조 및 판매 회사이다.

## 역사
1848년에 스위스의 라쇼드퐁에서 당시 23세였던 루이 브란트에 의해 설립되었다. 오메가는 1932년 하계 올림픽부터 공식적으로 올림픽 후원을 시작하였다. 이후 2018년 동계 올림픽까지 총 27회 올림픽의 후원을 지속적으로 활동하며 스포츠 타임키핑 분야와 관련한 수많은 발명품을 만들어왔다. 또한 1952년 하계 올림픽부터는 오메가 타임 레코더가 사용되면서 오메가는 스포츠 분야에 전자 계측을 도입한 최초의 시계 브랜드가 되었다. 오메가 타임 레코더는 뉴샤텔 천문대에서 24시간 동안 0.05초 이내의 오차로 그 정확성을 인증 받아 국제육상경기연맹의 인가를 획득했다. 같은 해 오메가는 이 같은 노력을 인정받아 국제 올림픽 위원회로부터 올림픽 공로훈장을 받기도 했다. 1939년에는 뉴욕에서 열린 세계박람회에 오메가가 스위스 시계를 대표하는 브랜드로 참여하기도 했다. 1969년에는 닐 암스트롱과 버즈 올드린이 인류 최초로 달 표면에 발을 디뎠을 때 이들은 오메가의 스피드마스터 시계를 차고 있었다. 인류 최초의 달 착륙부터 현재까지 오메가는 미국과 러시아의 우주 작전에서 유일하게 사용되는 시계이다. 이외에도 과거와 현재에 오메가 시계를 애용하는 저명인사로는 전 미국 대통령 존 F. 케네디와 영국의 윌리엄 왕자와 우주 비행사 겸 과학자인 버즈 올드린 등이 있다. 오메가는 현재 육상, 수영, 승마 등 각종 국제 기록 경기와 올림픽의 공식 타임키퍼이자, 18개 시계 브랜드를 보유한 스와치 그룹을 이끄는 프리미엄 브랜드로 자리잡고 있다.

## 갤러리

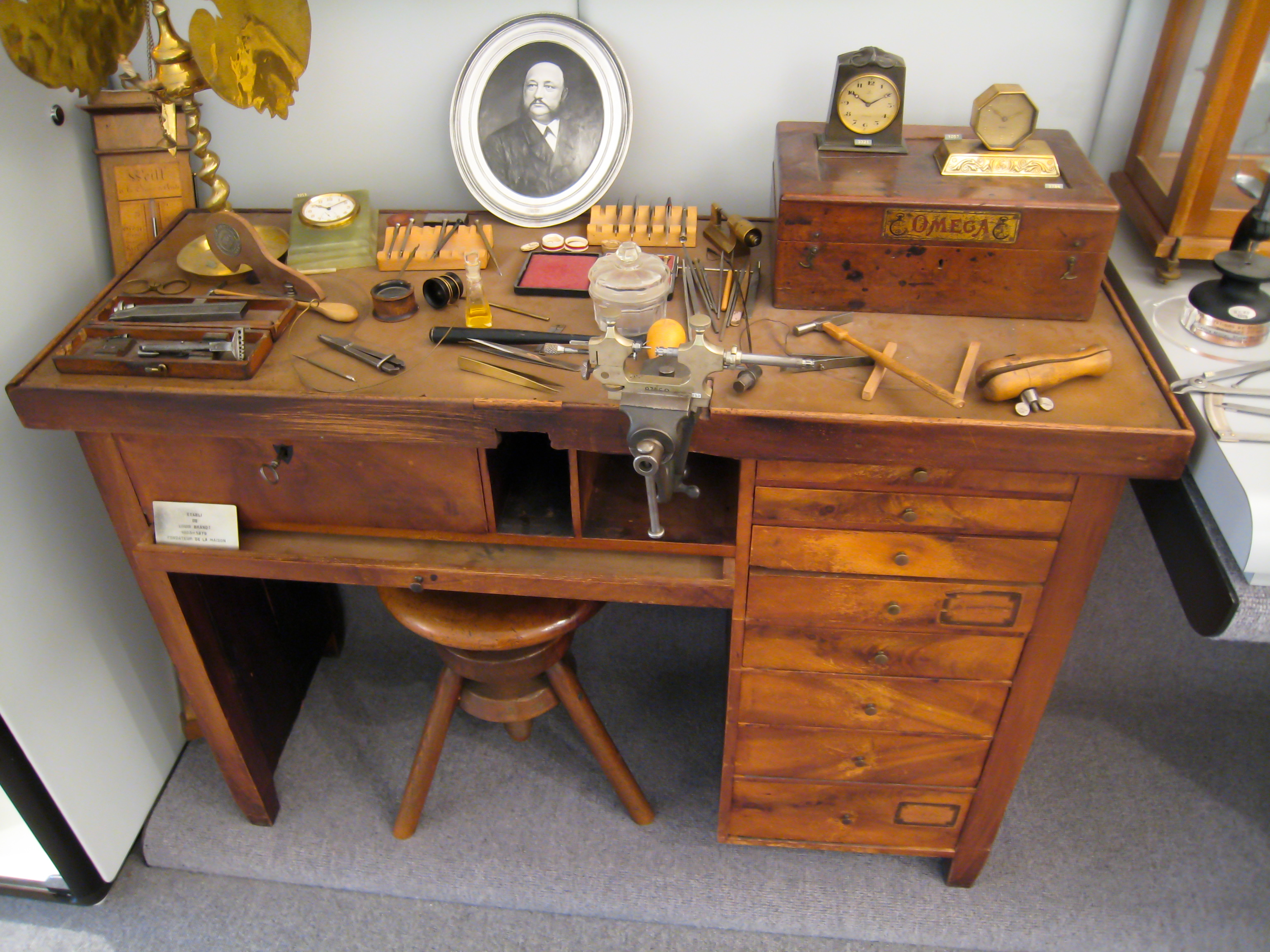
설립자 루이 브란트의 작업대
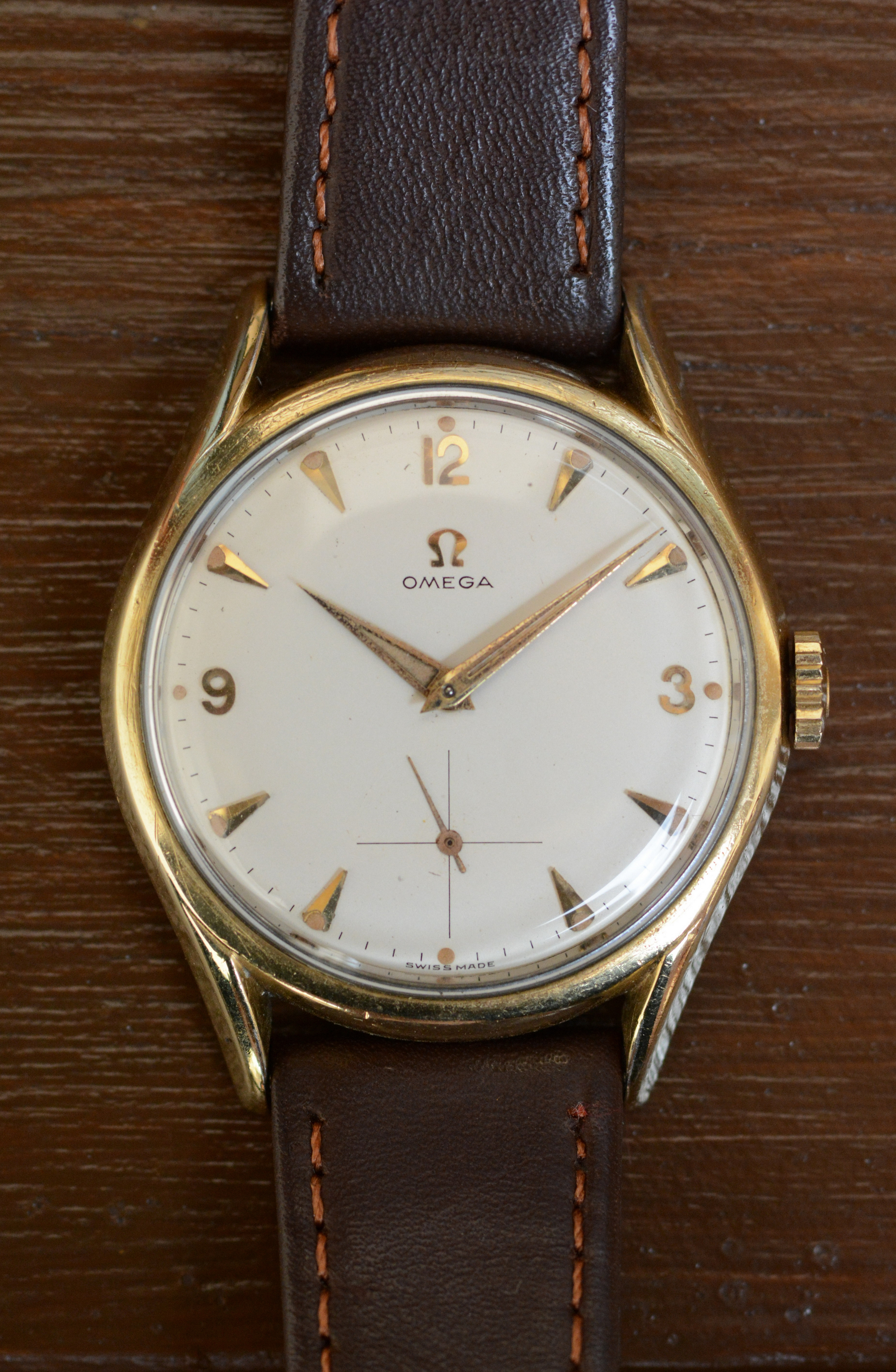
오메가 Cal. 267, 1957/58
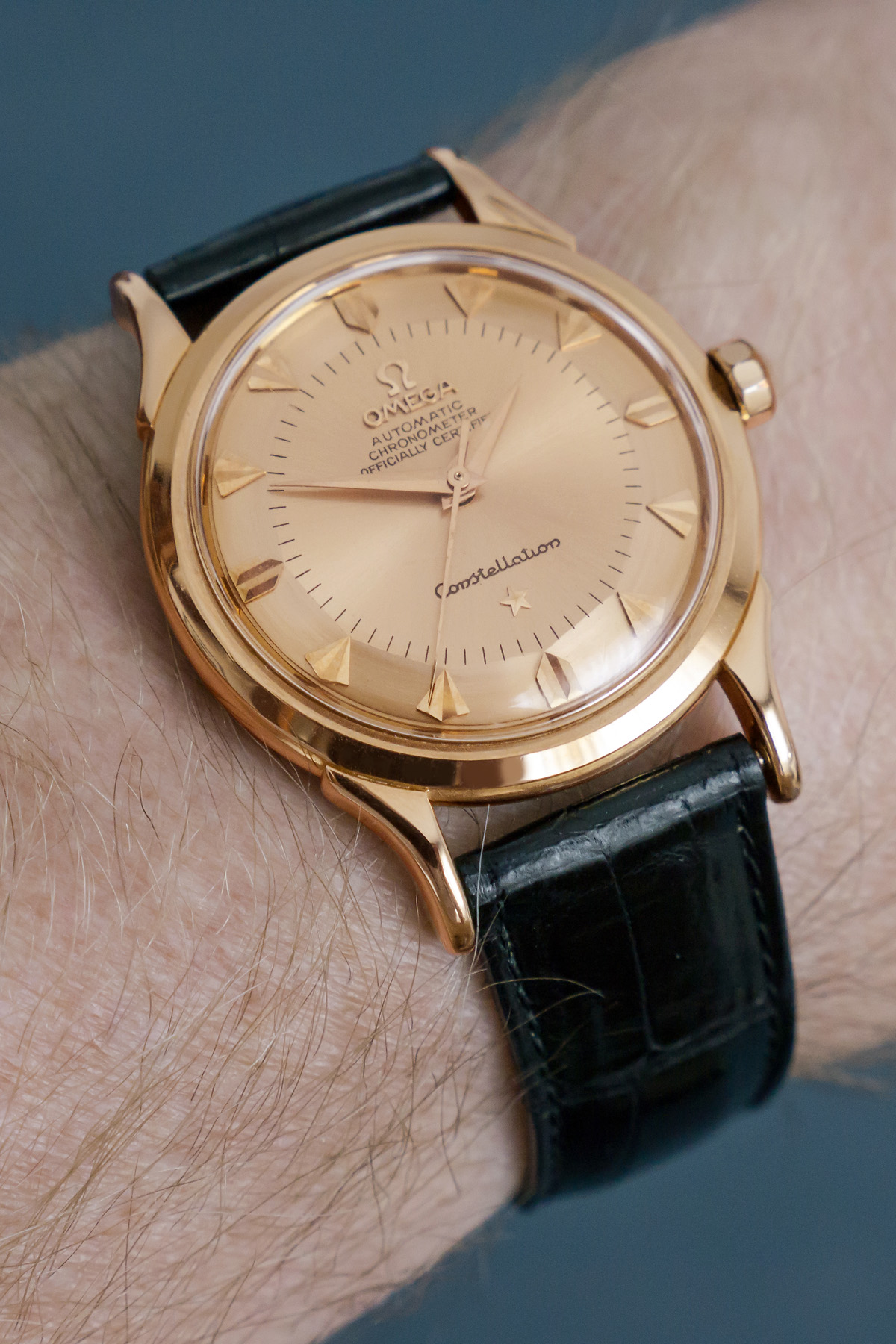
오메가 콘스텔레이션 - 18k 로즈골드 - 1958
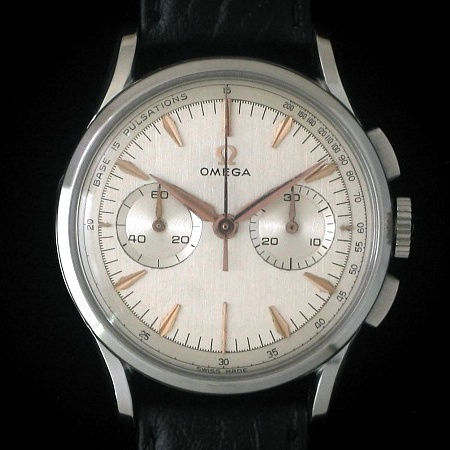
오메가 메디컬 크로노그래피 위드 펄세션 아우터, ca. 1951
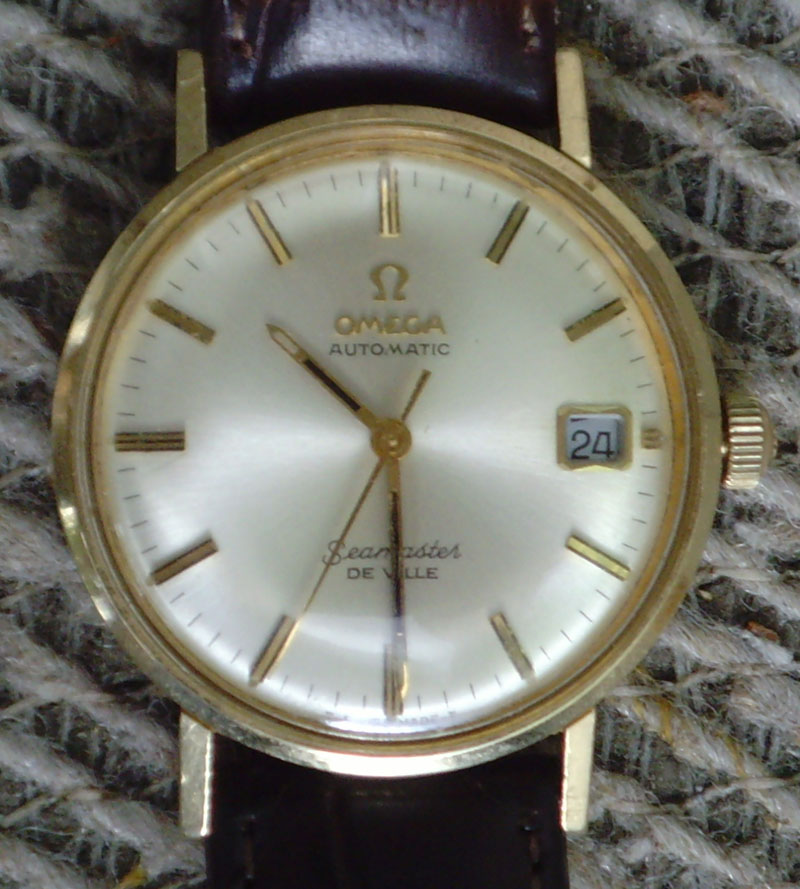
오메가 씨마스터 드 빌, "워터프루프(waterproof)" 워치, 위드 오토매틱 무브먼트 앤 데이터, 14k 골드

## 같이 보기
- 티쏘
- 브레게
- 스와치